# Henryk Loska (duchowny)
Henryk Loska, imię zakonne Augustyn (ur. 8 października 1934 w Tychach) – polski duchowny rzymskokatolicki z Zakonu Braci Mniejszych, działacz polonijny w Estonii.

## Życiorys
Święcenia kapłańskie przyjął 22 czerwca 1958. W 1967 wstąpił do Zakonu Braci Mniejszych Prowincji Wniebowzięcia Najświętszej Maryi Panny ZMB w katowickich Panewnikach, zaś śluby wieczyste złożył w 1971. W  latach 1971–1990 pracował jako misjonarz w Zairze, w latach 1990–1992 w Nowosybirsku, natomiast od 1993 pełni posługę duszpasterską w Estonii. Za wybitne zasługi w działalności polonijnej został w 2005 odznaczony Krzyżem Kawalerskim Orderu Zasługi Rzeczypospolitej Polskiej.